# 永寧縣 (宜陽郡)
永寧縣，中国旧县名。
隋為熊耳縣。義寧二年（618年），改置永寧縣，治永固城，屬宜陽郡。唐武德元年（618年），改屬熊州。三年（620年），移治同軌城，改屬函州。八年復屬熊州。貞觀元年（627年），改屬穀州。顯慶元年（656年），穀州廢，改隸洛州。開元元年（713年），改洛州為河南府。至宋、金、元、明、清代仍屬河南府。民國二年（1913年），改河南府為河洛道，改永寧縣為洛寧縣。